# Acanthophis rugosus
Acanthophis rugosus е вид влечуго от семейство Elapidae. Видът е незастрашен от изчезване.

## Разпространение
Разпространен е в Австралия, Индонезия и Папуа Нова Гвинея.

## Описание
Популацията им е стабилна.